# 海南銀行銀圓券
海南銀行銀圓券是海南銀行發行於1949年的地方貨幣。
1949年底，隨著中国国民党执政的中华民国政府在大陸地區潰敗，國民政府的軍隊和軍政人員紛紛南逃至海南島。當時，中華民國中央銀行發行的銀圓券不但每日大幅度貶值，同時出現商舖、百姓拒收的局面，幾成廢紙。
海南特别行政区行政长官陈济棠以“银元百余万元之敌伪产业”作基金，筹建海南银行，並發行海南銀行銀圓券。雖然當時在《安定海南島金融辦法》中規定，「交易買賣一律以銀元為交收標準，禁止黃金、外幣在市面行使」，但民眾還是消極抵制，所以流通不廣。海南銀行計劃發行的銀圓券面额包括贰分、伍分、贰角、伍角、壹圆、伍圆、拾圆七种，但後兩種尚未及发行，海南便被人民解放军佔領。海南銀行銀圓券的紙幣上沒有使用蔣介石像，而是使用孫文的头像。海南銀行銀圓券在1950年中華人民共和國取得海南島的控制權後作廢。